# Грозний-Сіті
«Гро́зний-Сі́ті» — комплекс висотних будівель у Грозному, розташований у центрі міста, по проспекту імені А-Х. А. Кадирова, на березі річки Сунжа.

## Планування
Загальна площа комплексу — 4,5 га. Тут побудовано сім висотних будівель (житлові будинки, готель, офісно-діловий центр): одна 40-поверхова, одна 30-поверхова, три 28-поверхові та два 18-поверхові. Загальна кількість квартир у житлових будинках — 700. Корисна площа однієї квартири становить від 68 до 280 м². На перших двох поверхах житлового будинку «Фенікс» розташований торговий центр. Поруч із житловими будинками зведено 28-поверховий п'ятизірковий готель на 303 номери та 30-поверховий офісно-діловий центр загальною площею 34 000 м², із вертолітним майданчиком на даху. До готелю входять один басейн, спа-центр, спортзал, 3 ресторани, кафе під прозорим куполом на 32 поверсі, торгові павільйони. Під кожною з висоток передбачено двоярусні підземні автостоянки із загальною місткістю близько 3000 одиниць автотранспорту.
У складі другої черги «Грозний-Сіті 2» передбачається в тому числі спорудження 102-поверхової 435-метрової багатофункціональної вежі «Ахмат Тауер», що планується як друга за висотою будівля в Росії та в Європі (після «Лахта-центру» в Санкт-Петербурзі). Також поряд планується зведення 54-поверхового 189-метрового багатофункціонального центру «Шахова академія».

## Перебіг будівництва
5 жовтня 2011 року — офіційне відкриття першої черги комплексу.

## Пожежа 3 квітня 2013 року
3 квітня 2013 року у Вежі «Олімп» спалахнула пожежа. Вогнем були охоплені всі поверхи, крім першого. Ліквідували пожежу о 01:30 (МСК). Оскільки в будівлі проводилися оздоблювальні роботи, вона не була заселена, що дозволило уникнути жертв. Фахівці МНС встановили, що в «Олімпі» були порушення пожежної безпеки: «Волого-вітрозахисна плівка виявилася такою, що горить, і це сприяло поширенню вогню на величезній площі», — заступник голови МНС РФ Олександр Чупріян. До 30 вересня всі роботи з відновлення обгорілої частини будівлі були завершені.